# Eszter Balint
Eszter Balint (Budapeste, 1966) é uma cantora e atriz húngara.
Seu primeiro trabalho como atriz foi em 1984, no filme independente Stranger Than Paradise, do diretor Jim Jarmusch. Nos anos 90, atuou em Bail Jumper, e fez pequenas aparições em The Linguini Incident e Trees Lounge. Durante esse período, dedicou-se à música e em 1999 lançou seu primeiro álbum, Flicker.